# Abbaye Saint-Léger de Soissons
L'abbaye Saint-Léger est une ancienne abbaye de chanoines séculiers puis réguliers. un édifice catholique du XIIIe et XIVe siècles qui se situe à Soissons, dans le département de l'Aisne.
Le cloître héberge le musée municipal de Soissons.

## Histoire
Une première chapelle est élevée à la mémoire de l'évêque Léger d'Autun dans un faubourg de Soissons après sa mort, massacré sur ordre d'Ébroïn, en 678. Sa mère, Sigrade, se retire dans l'abbaye Notre-Dame de Soissons. Cette chapelle est devenu le centre d'une paroisse dont dépendait le château des comtes. La présence d'une abbaye de chanoines séculiers à Soissons nous est connue depuis 1070.
En 1139, le comte de Soissons, Renaud III le Lépreux, a donné les biens de l'église à l'évêque de Soissons Josselin de Vierzy. Une abbaye de chanoines réguliers est fondée en 1139 sous l'impulsion de chanoines venus de l'abbaye Saint-Nicolas d'Arrouaise près d'Arras. L'abbaye Saint-Léger est fondée en 1152 à la suite de cette donation.
Une crypte romane construite vers 1100 subsiste sous l'église gothique. L'abbaye a prospéré au XIIe siècle permettant aux moines d'entreprendre la reconstruction de l'église à partir d'environ 1200 pour la partie réservée à la communauté, c'est-à-dire le chœur et le transept, puis la salle capitulaire et le cloître. La partie orientale de la crypte est construite en même temps que le chœur à la suite de la partie romane.
La guerre de Cent Ans a été fatale à l'abbaye. Une enquête commandée par l'évêque Renaud de Fontaines, en 1442, montre la situation dramatique dans laquelle se trouve l'abbaye. Les revenus de l'abbaye ne sont plus que de 30 livres par an, ne lui permettant plus d'entretenir les bâtiments. Des réparations sont faites à la fin du XVe siècle et au début du XVIe siècle. L'abbaye est mise en commende en 1520. L'église est dédicacée en 1545.
Soissons est occupée par les protestants en 1567-1568. La nef et la façade sont démolies par les protestants en 1567. Elles sont reconstruites à la fin du XVIe siècle et au XVIIe siècle. L'abbaye est rattachée à la congrégation de France en 1660. Les bâtiments conventuels sont reconstruits.
L'abbaye est vendue à un négociant de vin, en 1791. Elle est alors occupée par des logements jusqu'au Second Empire quand elle est rachetée par l'évêque Paul-Armand Cardon de Garsignies. Les peintures de la crypte sont restaurées, mais une campagne de travaux plus poussée de l'église ne commence qu'après son classement en tant que monument historique, en 1889.
La nef et le clocher de l'église, ainsi que le cloître, sont durement touchés par les bombardements de la Première Guerre mondiale.

## Protection
L'église est classée aux monuments historiques par liste en 1899 et les galeries est et nord du cloître et la salle capitulaire sont classés le 22 avril 1908.

## Galerie de photographies

### Galerie

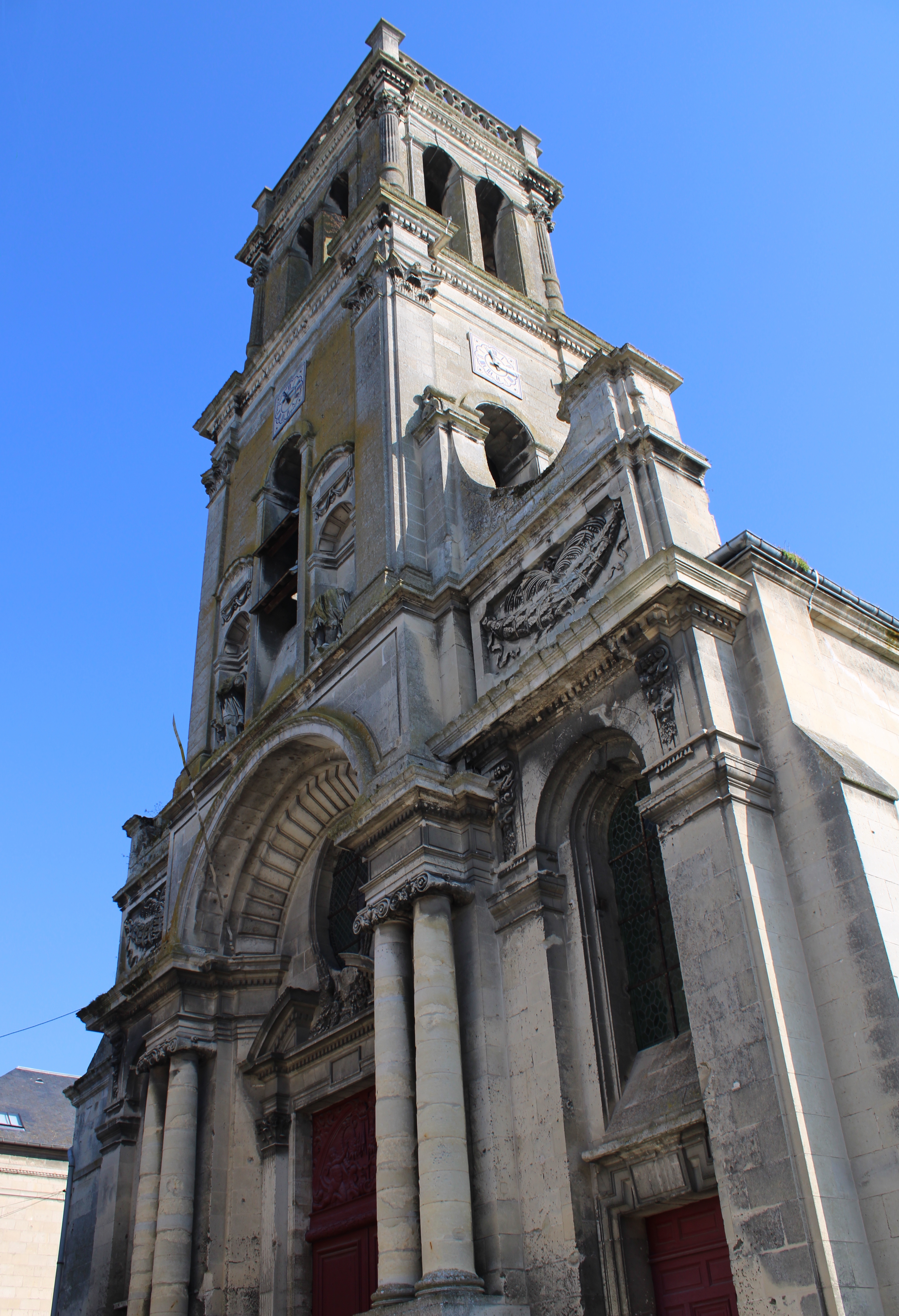
Vue de la façade.
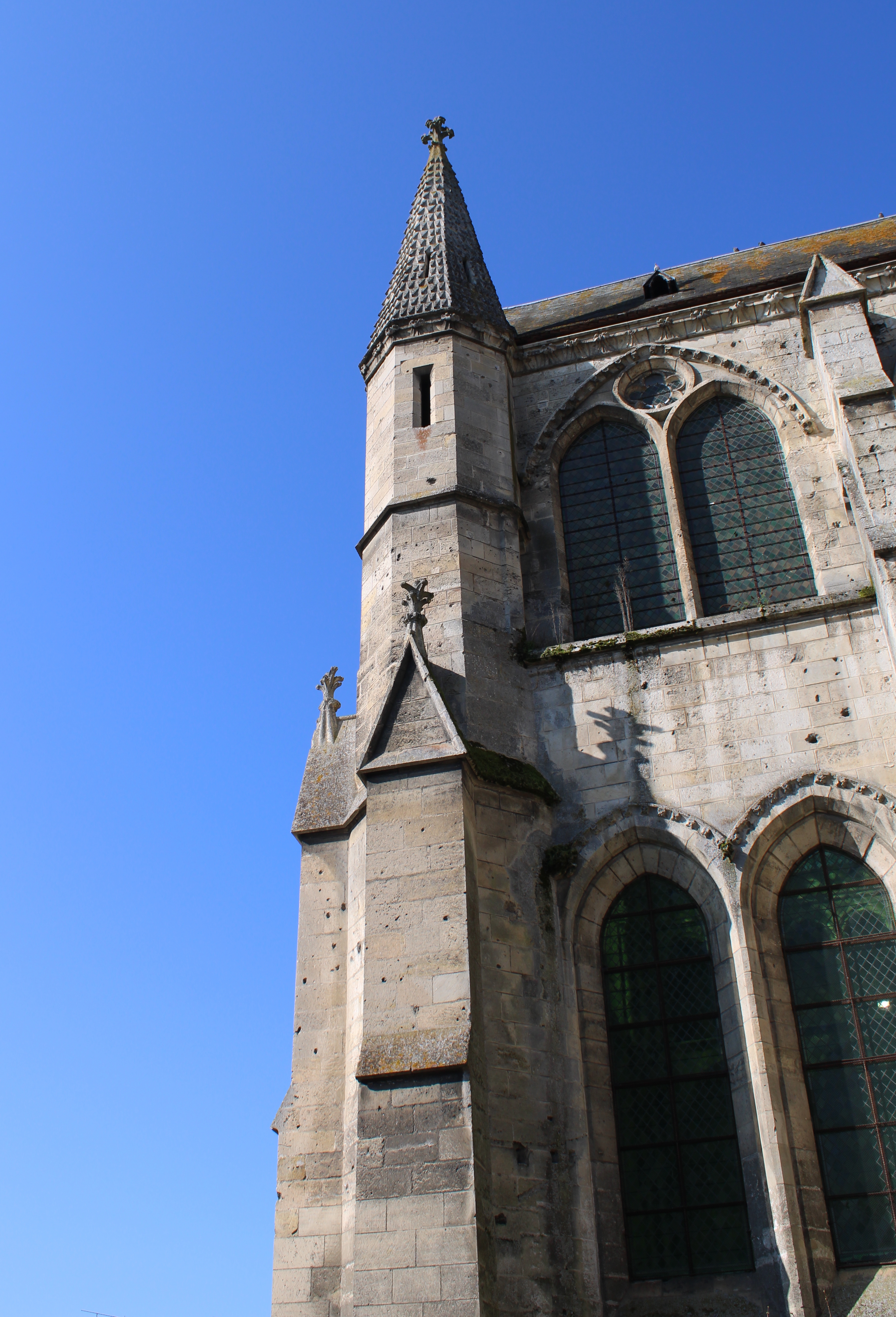
Une tourelle.
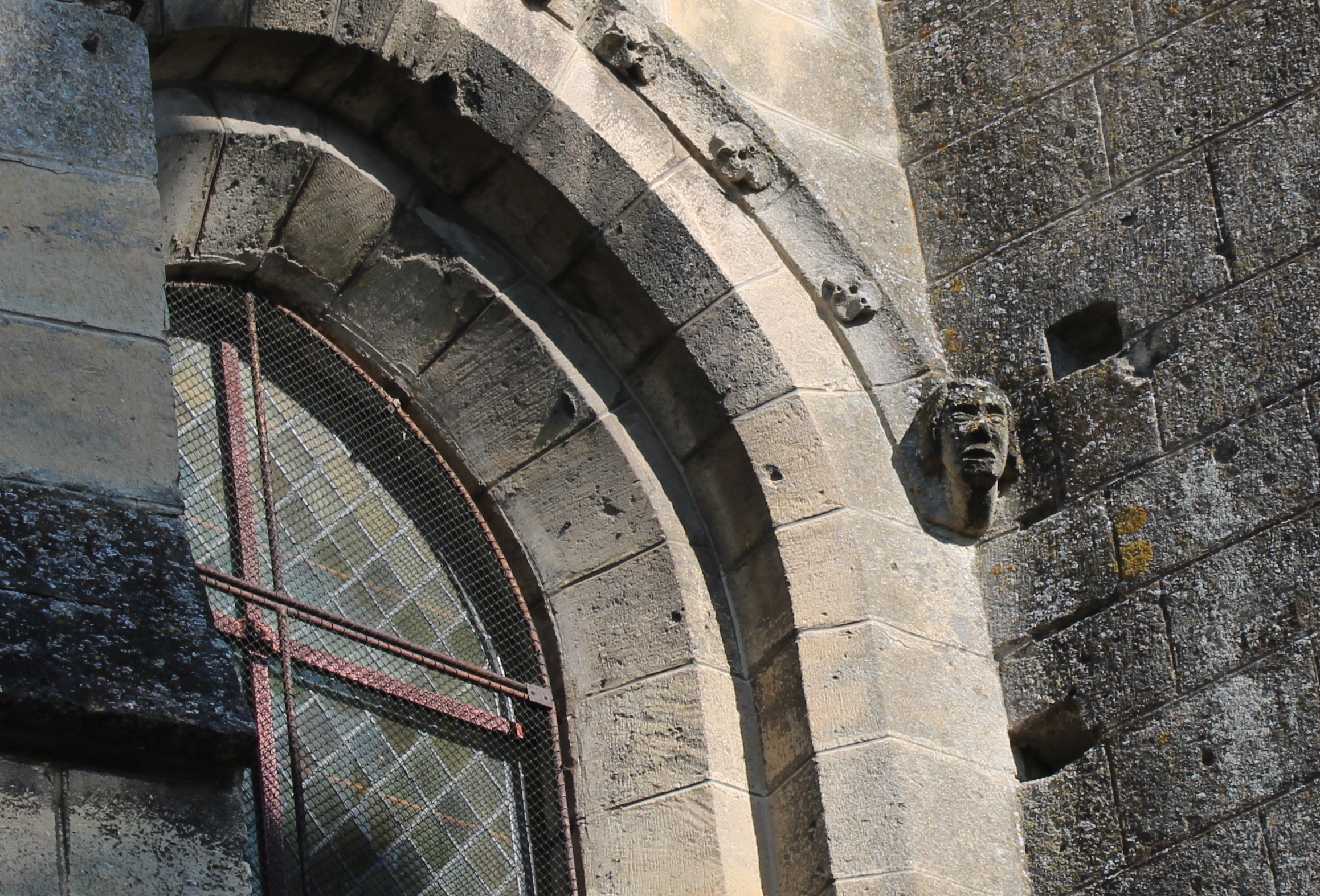
Cul de lampe.
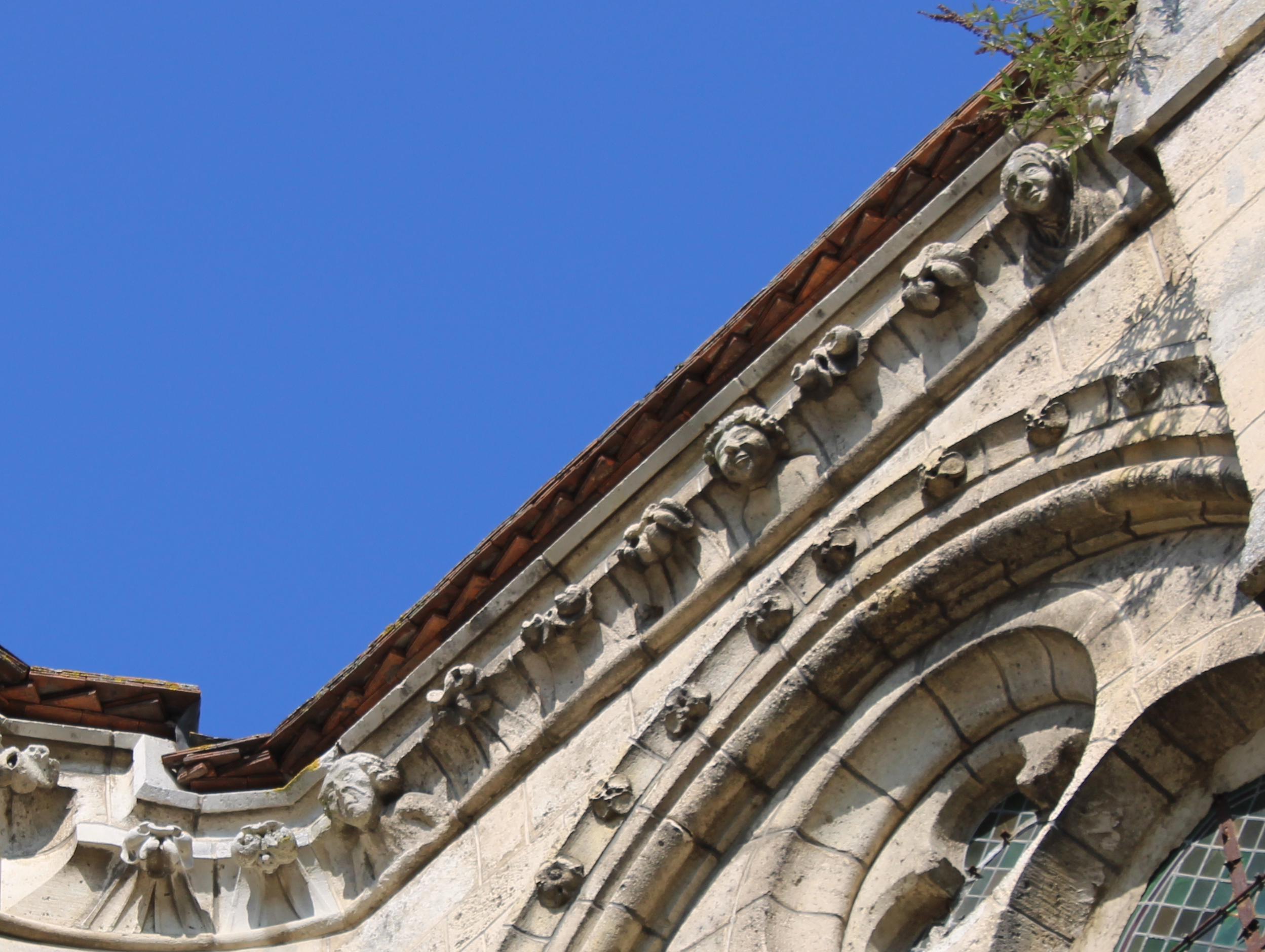
Modillons.
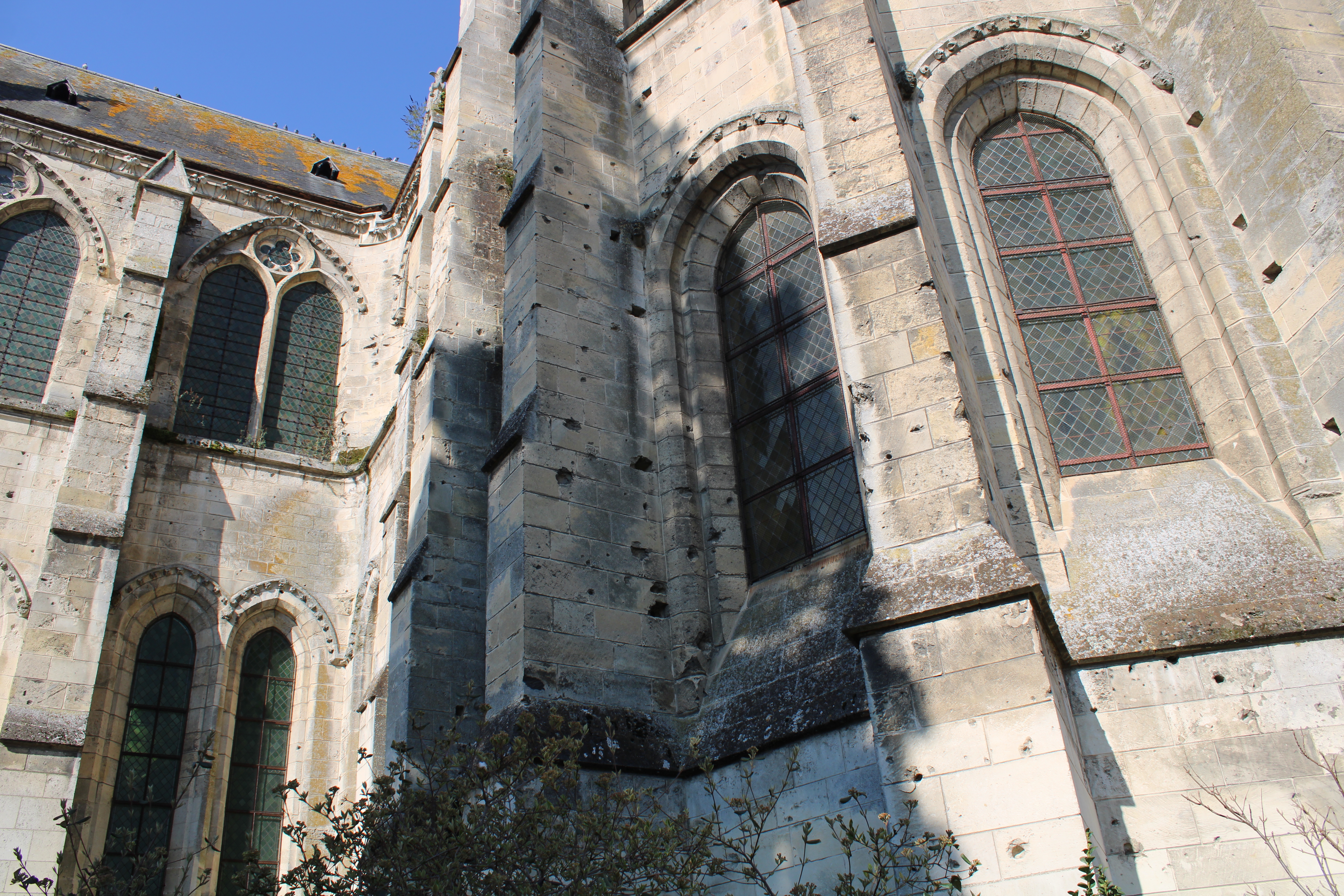
Traces des combats de 1918.